# Joseph Deckert

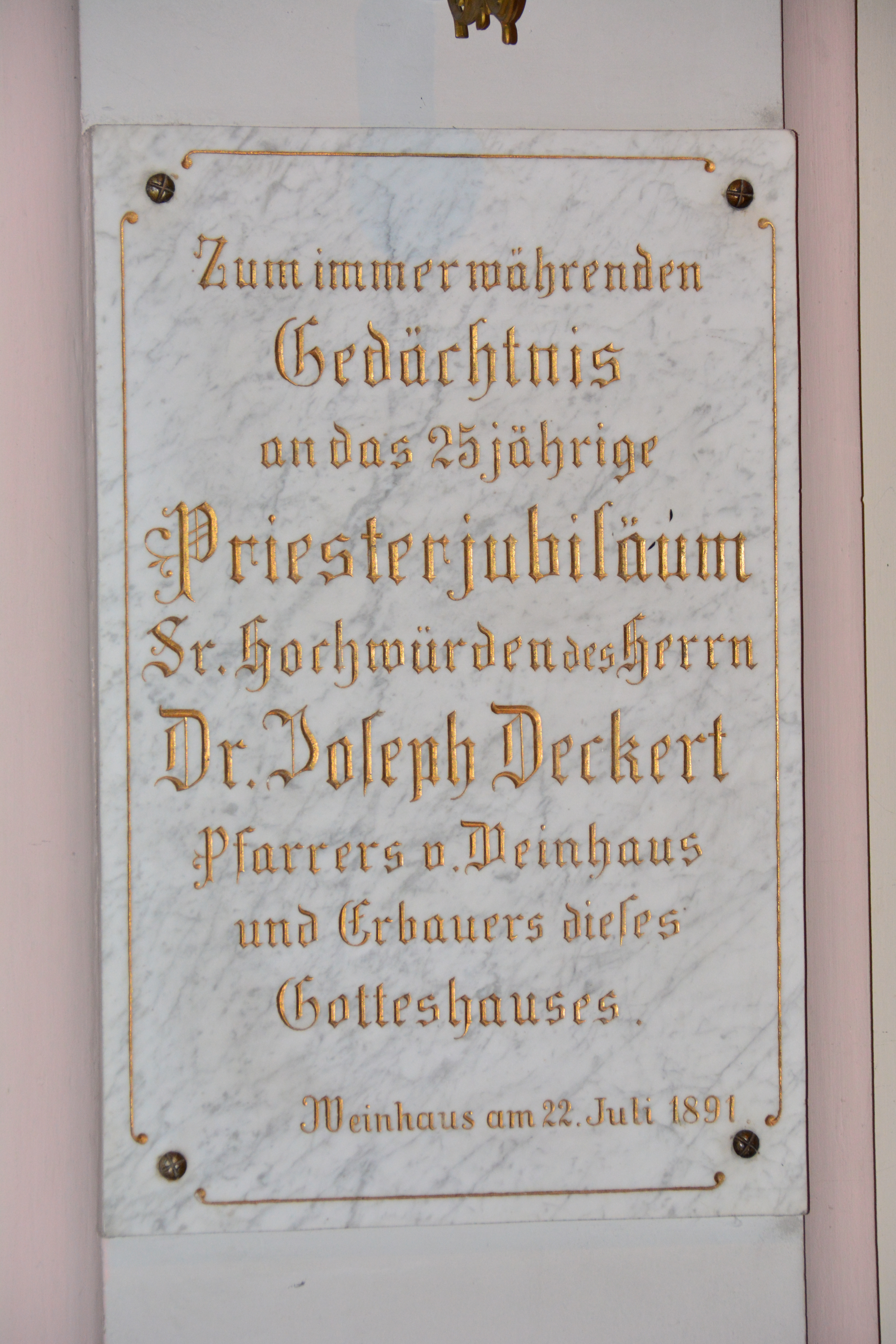
Gedenktafel für Joseph Deckert

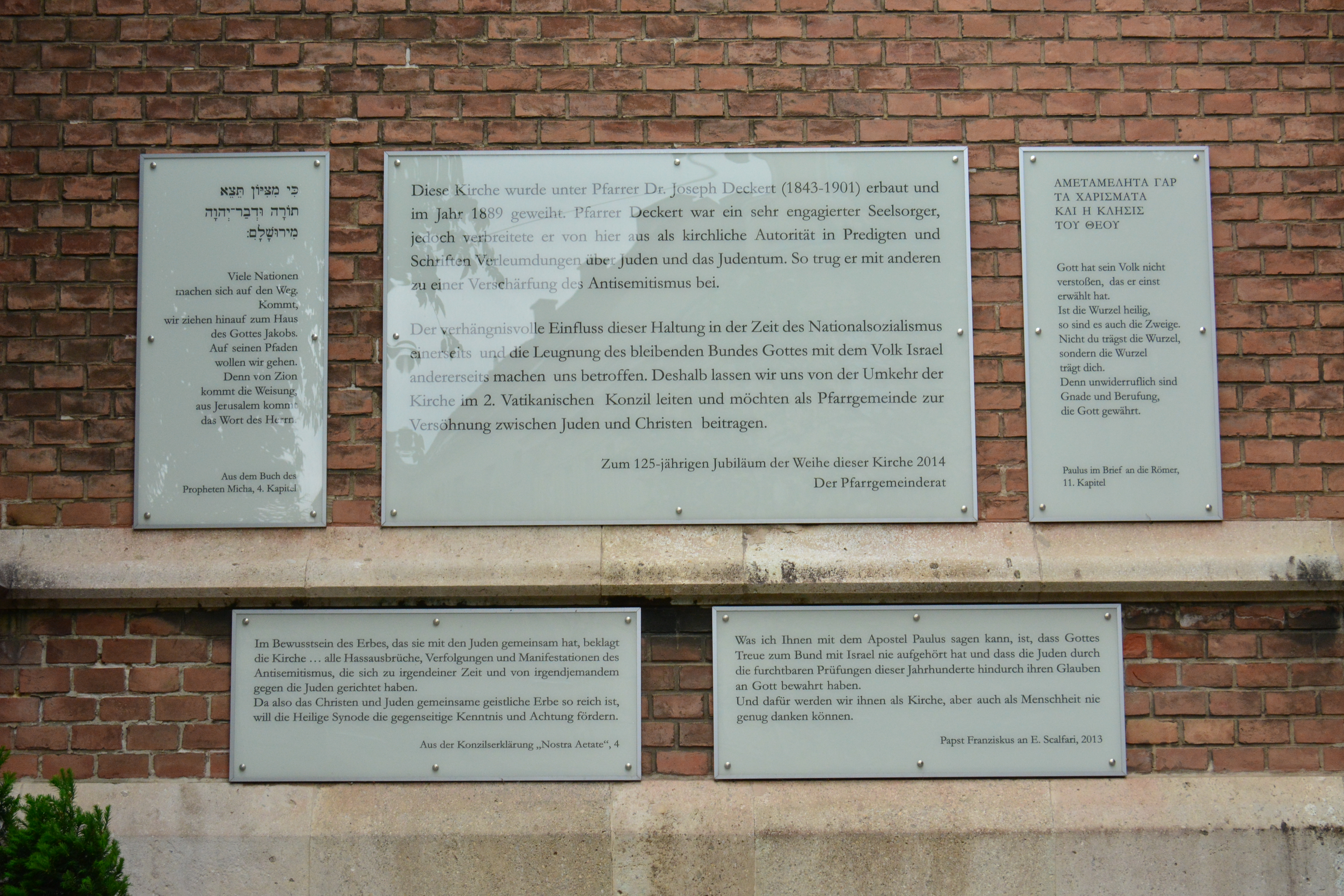
Gedenktafel gegen die Lehren Joseph Deckerts

Joseph Deckert (Pseudonyme u. a. A. J. Philalethes, Jainkef Frischmaul; * 17. November 1843 in Drösing, Niederösterreich; † 23. März 1901 in Wien) war katholischer Geistlicher und Pfarrer von Weinhaus in Währing (18. Wiener Gemeindebezirk). Joseph Deckert war promoviert. In seiner Amtszeit wurde die neugotische Weinhauser Pfarrkirche erbaut.
Als Anhänger der christlichsozialen Bewegung erwarb er sich Verdienste um die Lösung der sozialen Probleme der Arbeiterschaft. Wie der Führer der christlichsozialen Partei, Karl Lueger, war er vom Antisemitismus geprägt. Unter anderem veröffentlichte er mehrere Publikationen zu den angeblichen Ritualmorden an Simon von Trient, Anderl von Rinn und anderen Tiroler Kindern im 15. Jahrhundert.
1893 veröffentlichte Deckert seinen Predigtzyklus Türkennot und Judenherrschaft und verteilte gratis Broschüren, die den Ritualmord an Simon von Trient beweisen sollten. Er beauftragte den Konvertiten Paulus Mayer für 100 Gulden Monatsgehalt, ihm eine Schrift anzufertigen, die Ritualmorde mit kabbalistischen und talmudischen Quellen belegen sollte. Für seine Umtriebe wurde Deckert mehrfach angeklagt und zu Geldstrafen verurteilt.
Nach ihm war bis Ende der 1980er-Jahre der Pfarrer-Deckert-Platz vor der Pfarrkirche Weinhaus benannt, ehe der Name wegen Deckerts antisemitischer Haltung entfernt wurde. Er wurde am Gersthofer Friedhof beigesetzt. Das Grab ist bereits aufgelassen.

## Werke (Auswahl)

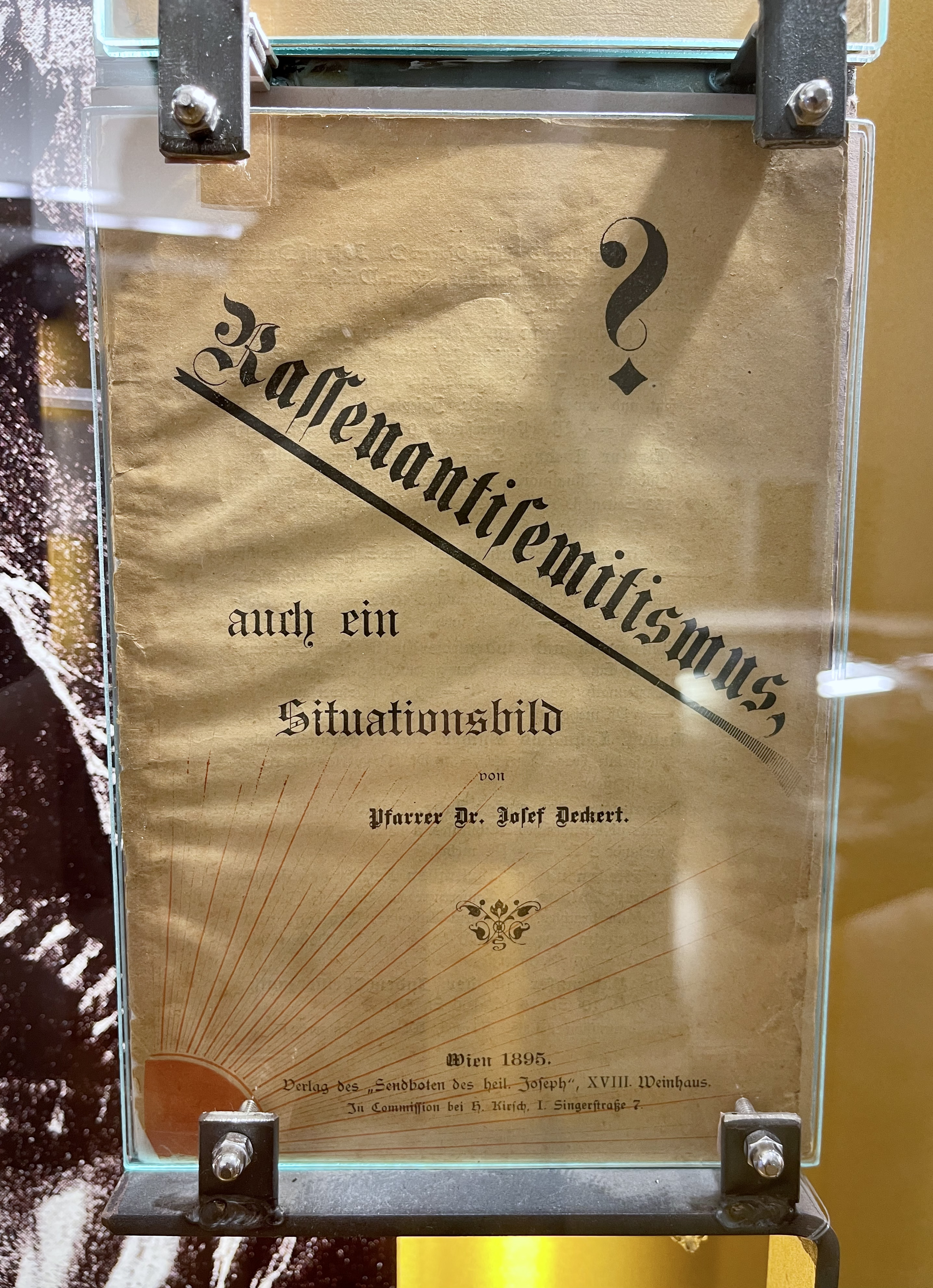
Rassenantisemitismus, auch ein Situationsbild (1895)

- Kann ein Katholik Antisemit sein? Druck und Verlag der Druckerei Glöß, Dresden 1893.
- Vier Tiroler Kinder, Opfer des chassidischen Fanatismus. Urkundlich dargestellt. Lesk und Schwidernoch, Wien 1893 (online).
- Das Christenthum im Talmud der Juden oder Die Geheimnisse der rabbinischen Lehre über die Christen. Enthüllt von J. B. Pranaitis, Professor der Theologie, Lehrer der hebräischen Sprache (...), übersetzt und erweitert von Dr. Joseph Deckert, Pfarrer in Wien. Verlag des "Sendboten des hl. Joseph", Wien 1894.
- Rassenantisemitismus, auch ein Situationsbild. Verlag des "Sendboten des hl. Joseph", Wien 1895.
- Christian Gerson's Des jüdischen Talmud Auslegung und Widerlegung (neu bearbeitet). Verlag des "Sendboten des hl. Joseph", Wien 1895.
- (Hrsg.) Schulchan Aruch oder Die vier jüdischen Gesetzbücher. Übersetzt von Heinrich Georg F. Löwe sen. 2 Bände (Band I: Orach Chajim – Jore Dea, mit dem Talmud-Traktat Berachoth, 1. Abschnitt, als Anhang; Band II: Choschen ha-mischpat – Eben ha-ezer). Druck und Verlag der Mechitaristen-Buchdruckerei, Wien 1896.
- Juden raus? 8 Conferenzreden, gehalten … zu Wien vom 26. April bis 3. Mai 1896. Verl. des „Sendboten des hl. Joseph“, Wien 1896.
- Inquisition und Hexenprocesse. „Greuel der katholischen Kirche“. In: Sendboten des heil. Joseph, [Wien ca. 1896], als Sonderdruck online via Universitätsbibliothek Harvard: https://iiif.lib.harvard.edu/manifests/view/drs:23124714$1i
- Der wahre Israelit vor den Wiener Geschworenen. Wien, Sendbote des hl. Joseph 1896.
- Der neugeplante jüdisch-freimaurerische Weltbund. [Eine Antwort an den jüdischen Herzl-Gegner Dr. Ludwig Ernst. Traktat für den ersten internationalen Antifreimaurer-Kongreß.] Wien 1896.
- Semitische und antisemitische Schlagworte in Doppelbeleuchtung. Wien, Verlag des „Sendboten des heiligen Joseph“, 1897
- Luthers Selbstmord eine historisch erwiesene Tatsache. Mit einem Anhange: Das neue jüdische Hochgericht (etc.). Wien, 2. Auflage, 1899.
- Die historische Wahrheit über Luther’s Ausgang. Wien 1901.
- Ulrich von Hutten’s Leben und Wirken. Eine historische Skizze. Wien 1901.